# El Árbol del Paraíso
El Árbol del Paraíso es una colección editorial de Ediciones Siruela, inicialmente diseñada y editada por el editor Jacobo Siruela, actualmente dirigida por Victoria Cirlot y Amador Vega.

## Contenido
La colección El Árbol del Paraíso reúne textos fundamentales de las antiguas tradiciones religiosas de Oriente y Occidente, así como ensayos modernos que quieren profundizar en la significación de la vida del espíritu.